# Gamasomorpha fricki
Espèce
Gamasomorpha fricki est une espèce d'araignées aranéomorphes de la famille des Oonopidae.

## Distribution
Cette espèce est endémique de la province de Lâm Đồng au Viêt Nam,.

## Description
Le mâle holotype mesure 2,9 mm et la femelle paratype 3,1 mm.

## Étymologie
Cette espèce est nommée en l'honneur de Holger Frick.

## Publication originale
- Eichenberger, Kranz-Baltensperger, Ott, Graber, Nentwig & Kropf, 2012 : Morphology of new Indian/Indonesian Gamasomorpha and Xestaspis species (Araneae: Oonopidae). Zootaxa, no 3160, p. 1-68.